# マチュラン・モロー
マチュラン・モロー（Mathurin Moreau、 1822年11月18日 - 1912年2月14日）はフランスの彫刻家である。

## 略歴
コート＝ドール県のディジョンで生まれた。父親のジャン＝バティスト＝ルイ＝ジョゼフ・モロー(Jean-Baptiste-Louis-Joseph Moreau: 1797-1855)は彫刻家で、母方の祖父、マチュー・リシェ(Mathieu Richer)も彫刻家だった。2人の弟、イポリット・モロー(Hippolyte Moreau: 1832-1926)とオーギュスト・モロー(Auguste Moreau: 1834-1917)も彫刻家になった 。
1841年にパリのエコール・デ・ボザールに入学し、ジュール・ラメ(Jules Ramey: 1796-1852)やオーギュスタン＝アレクサンドル・デュモン(Augustin-Alexandre Dumont: 1801–1884)に彫刻を学んだ。1842年のローマ賞に応募し2位になり、1948年にフランス芸術家協会の展覧会にデビューした。1897年にパリのサロンで名誉メダルを受賞した。
多くのモニュメントやパリの教会などの装飾彫刻を制作した。
1865年にレジオンドヌール勲章（シュヴァリエ）を受勲し、1885年にレジオンドヌール勲章（オフィシエ）を受勲した。
パリ19区の区長を務めたことがあったことから、没年に19区の通りのひとつがマチュラン・モロー・アベニュー（fr:Avenue Mathurin-Moreau）と命名された。

## 作品

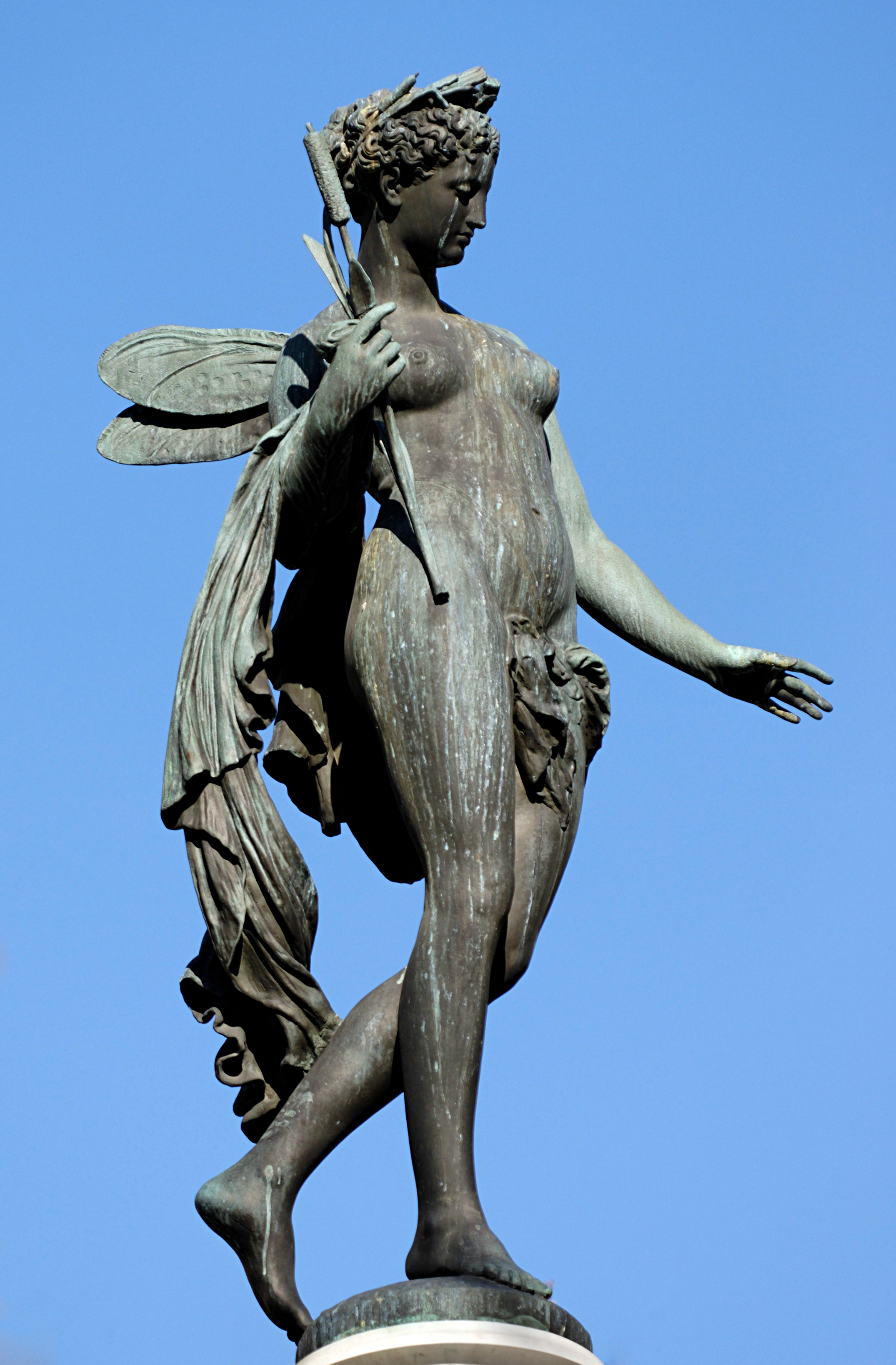
川のニンフの像、フランス劇場の噴水(Fontaines du Theatre Francais)
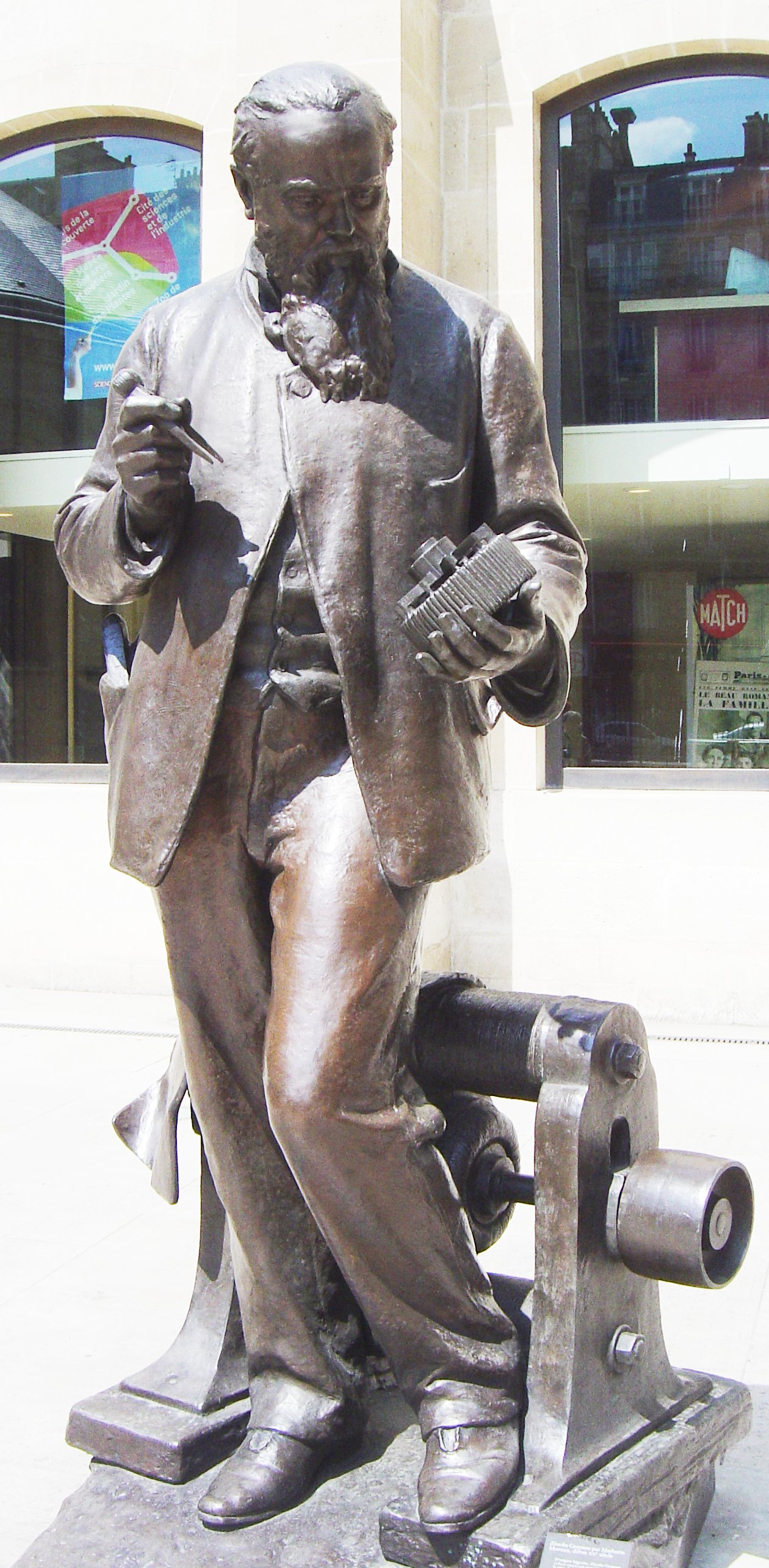
発明家ゼノブ・グラムのモニュメント、パリ工芸博物館前
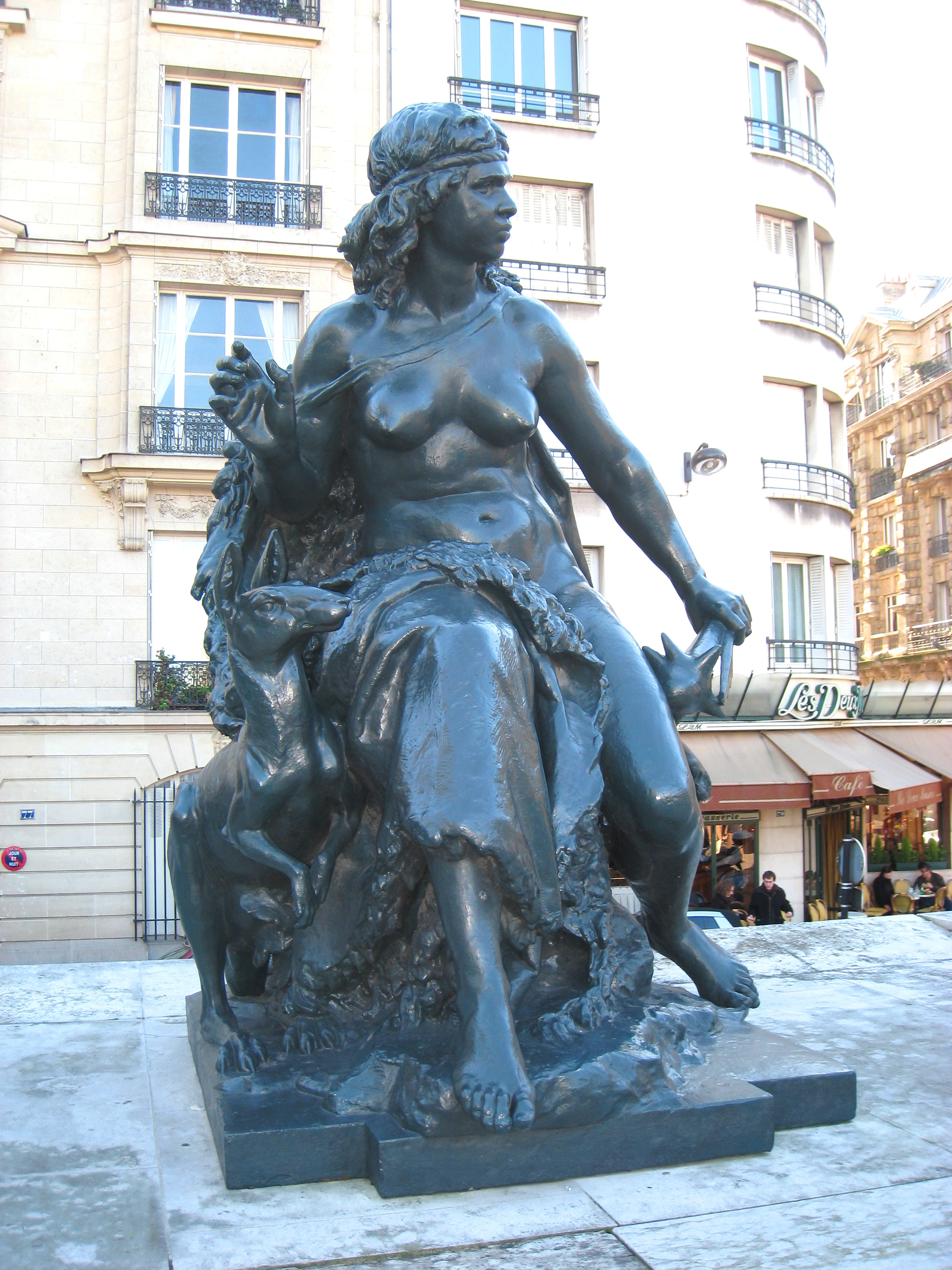
1878年のパリ万博で展示された各大陸の像のうち「オセアニア」、オルセー美術館
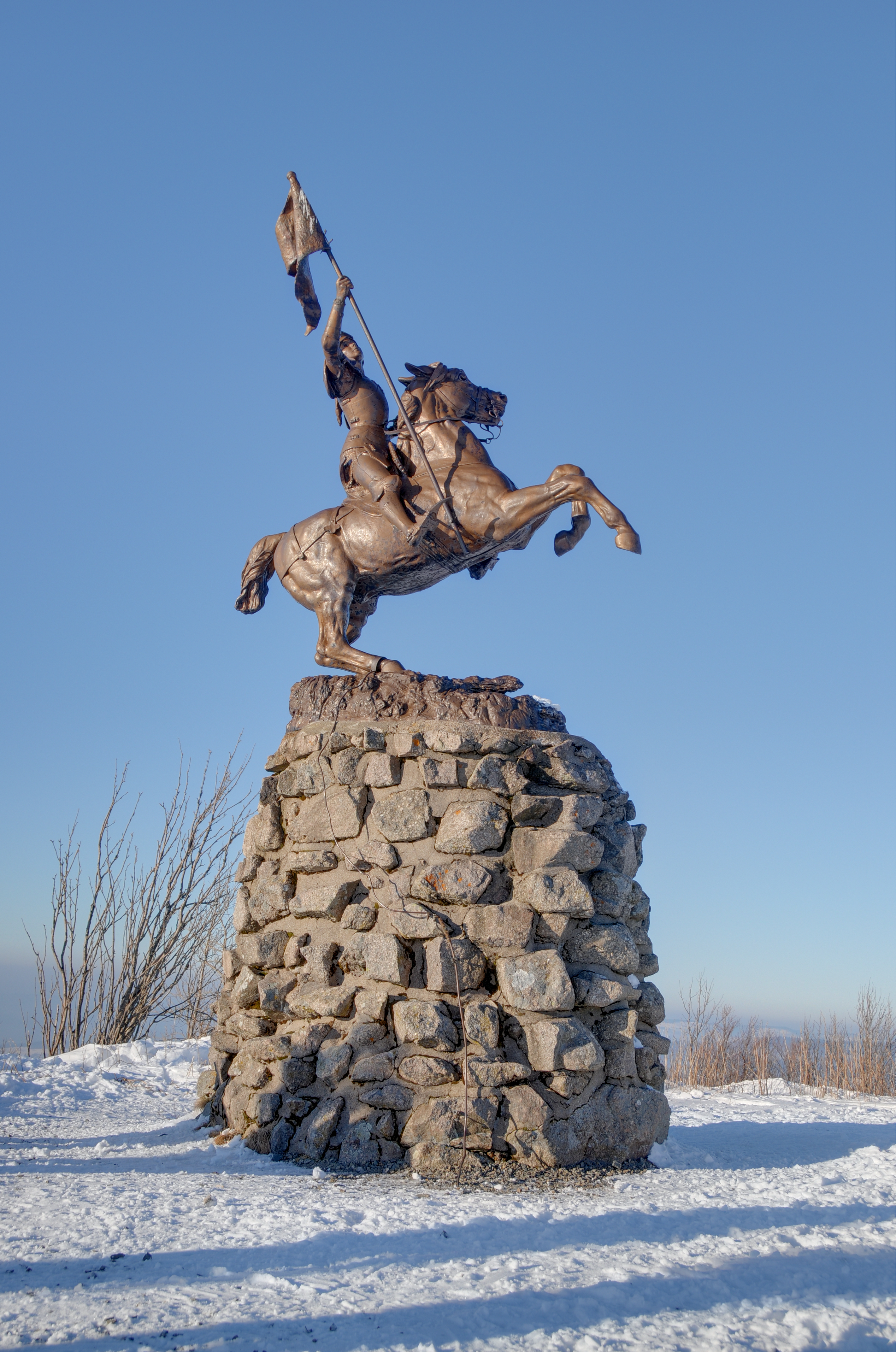
ジャンヌダルク、Pierre Le Nordez と共作